# Es Castellet des Pop Mosquer
Es Castellet des Pop Mosquer (Ciutadella - Menorca) és un assentament pretalaiòtic menorquí, ubicat al nord-oest del terme municipal de Ciutadella de Menorca. Està situat sobre un promontori rocós, en un petit cap costaner de la costa nord. Presenta molts trets en comú amb el poblat de Cala Morell, un assentament situat a pocs quilòmetres de distància.
Al jaciment, s'hi distingeix, en superfície, una naveta d'habitació i restes de dues construccions més, que podrien correspondre també a navetes. L'assentament es troba protegit per una murada de pedra en sec, que tanca l'accés al promontori per la banda de terra i a la qual s'adossa la naveta. Pel costat de la mar, les roques són prou altes i escarpades com per a constituir una defensa natural. El jaciment fou espoliat durant el segle XX i no s'hi ha realitzat cap excavació arqueològica, però la datació radiocarbònica realitzada sobre un os d'animal provinent de la terrera de l'espoli permet establir-hi una fase d'ocupació durant el bronze final.